# Chionothrix somalensis
Chionothrix somalensis är en amarantväxtart som först beskrevs av Spencer Le Marchant Moore, och fick sitt nu gällande namn av Joseph Dalton Hooker. Chionothrix somalensis ingår i släktet Chionothrix och familjen amarantväxter. Inga underarter finns listade i Catalogue of Life.